# Larsbo-Norn

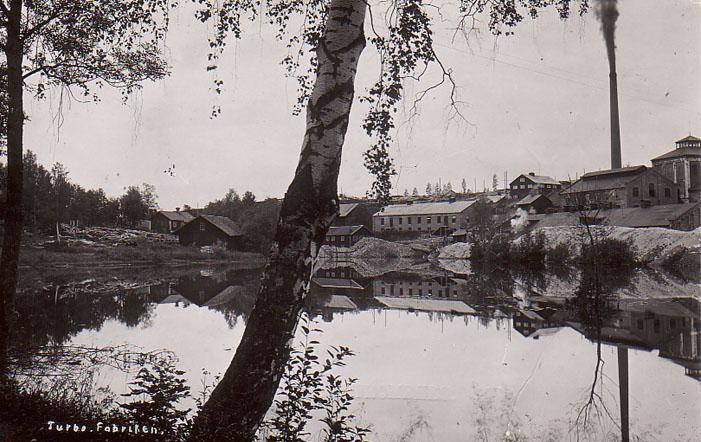
Turbo sulfitfabrik på 1920-talet.

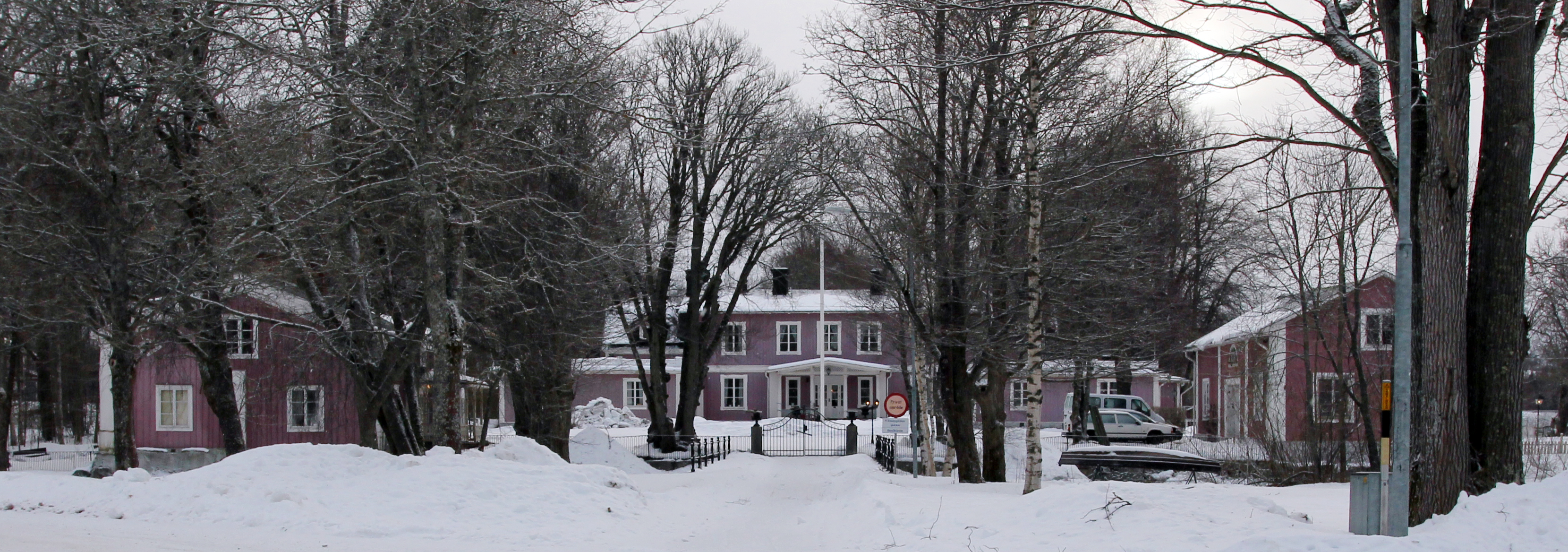
Herrgården i Vikmanshyttan, boställe för patronen på Vikmanshytte bruk.

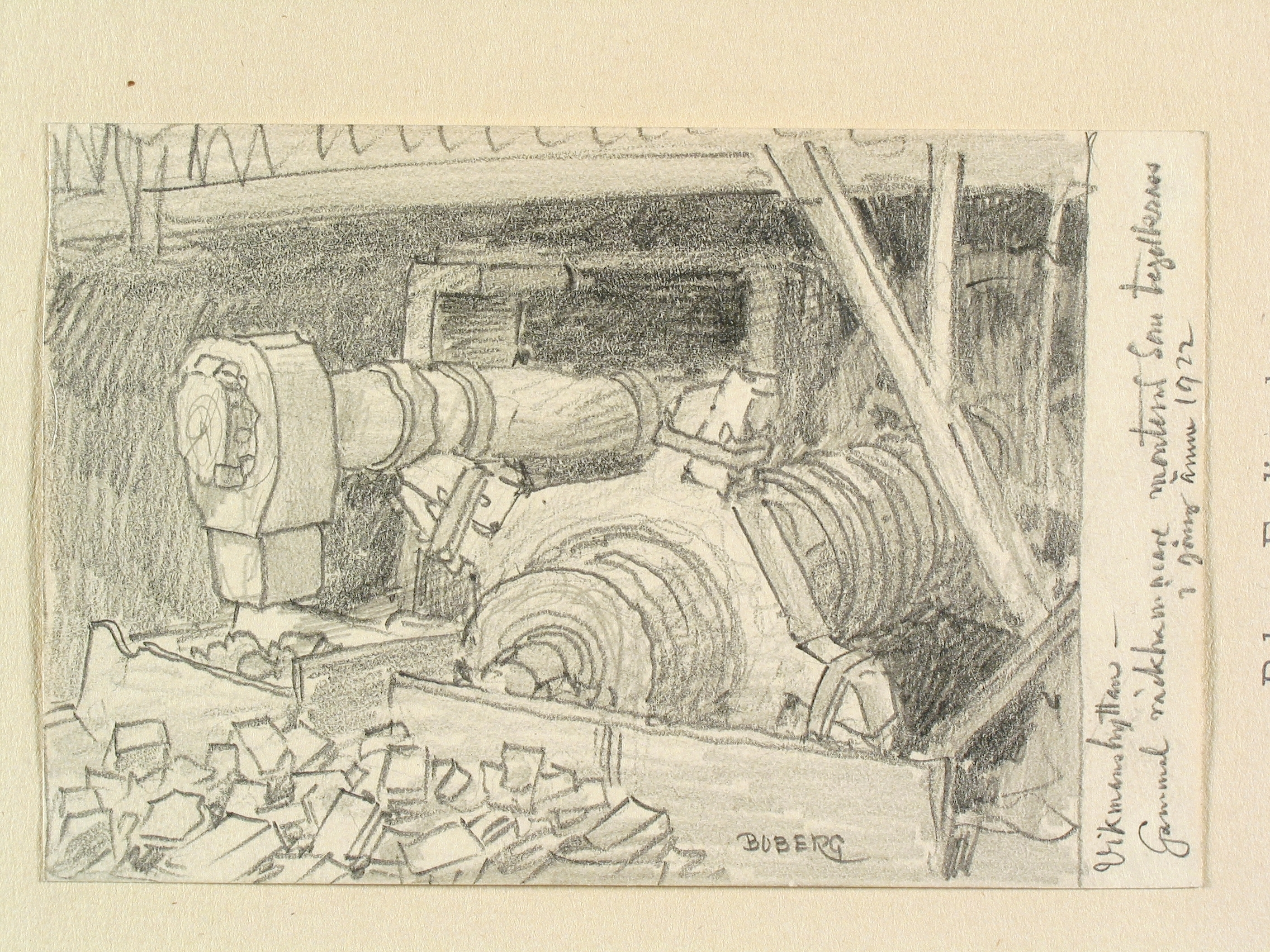
Räckhammare i Vikmanshyttan, tecknad av Ferdinand Boberg 1922.

Larsbo-Norns AB var ett bruksbolag med verksamhet i bland annat Larsbo, Norn, Vikmanshyttan, Turbo, och Saxehammar. Bolaget bildades 1874 och försattes i konkurs 1921. 

## Historia
Larsbo-Norns aktiebolag bildades 1874 genom att järnbruken i Larsbo, Saxehammar och Norn samt hälften valsverket i Ramsnäs inköptes. Köpeskillingen erlades i from av 750 aktier a 1000 kr som fördelas mellan ägarfamiljerna i förhållande till respektive familjs andel i bruken och valsverket.  Följande år, 1875, infördes även järnbruken i Vikmanshyttan, Turbo och Prästhyttan i bolaget, därmed höjdes aktiekapitalet från 1,5 miljoner kronor till 2,2 miljoner kronor.  Disponenten och huvudkontoret flyttas till  Vikmanshyttan. Uppdelningen på flera små enheter blir i längden dyrt för bolaget. Många tunga transporter kunde bara ske med häst och släde när marken och isarna bar.  En specialisering och en ny uppdelning av verksamheterna görs successivt. 
1880 startas Södra Dalarnas Järnväg, den järnvägen dras nära Vikmanshyttan. Stickspår med normal spårvidd dras till bruken i  Vikmanshyttan och Turbo. Larsbo fick inte någon järnväg, Norn fick ett sticksprår så sent som år 1915. Detta får stor betydelse för att verksamheten successivt koncentreras till järnverket i Vikmanshyttan och sulfitfabriken i Turbo.
Turbo bruks stångjärnstillverkning upphörde 1889, istället anlades ett sågverk och en sulfitfabrik på platsen. Till följd av rationaliseringar lades även smidet vid Norns bruk ned 1899.
1901 fick  Larsbo-Norn AB en ny huvudägare som hette Lars Linus Liberg. De gamla bruksägarfamiljerna Tersmeden och Mannerheim avyttrade sitt aktieinnehav. Larsbo bruk och Saxehammars bruk lades ned 1907. Masugnen vid Norn lät man dock rusta upp, och 1912 anlades också en kraftstation i Norn i syfte att förse industrierna i Turbo och Vikmanshyttan med elektricitet. 1916 lades dock även hyttan i Norn ned, den sista blåsningen utfördes i februari samma år.  I Vikmanshyttan fanns där det bland annat fanns masugn, degelstålverk med 9 ånghammare och 6 smältugnar. Larsbo-Norn ägde även gruvor och andelar i gruvor, till exempel Knapptjärnsfältet. Vikmanshytte bruk hade som specialitet tillverkning av degelstål enligt Uchatius metod. Degelstålstillverkningen vid Vikmanshytte bruk hade inletts redan 1860 genom den dåvarande ägaren C.R. Ulff. Efter honom kom också det färdiga degelstålet att märkas "CRU".
I början av 1910-talet inleddes en omfattande modernisering av stålindustrin i Vikmanshyttan, vilken slutfördes först 1920 då de nya valsverken stod färdiga.  År 1916 gjorde bolaget en rekordvinst på 2,3 miljoner. 1918, första världskriget sista år, köptes bolaget av AB Scania Vabis som var intresserad av att säkra tillgången på högkvalitativt stål. Under åren efter första världskriget hamnade Scania Vabis i ekonomiska svårigheter och begärdes i konkurs 1921. Larbo-Norns AB drogs med i fallet. Larsbo och Saxehammar övertogs av Barkens Sågverks AB (vilket 1953 köptes upp av Billeruds AB, ingår i nuvarande Stora Enso), medan Vikmanshyttan, Turbo, Norn med flera, förvärvades av det då nybildade Wikmanshytte Bruks AB (köptes 1966 upp av Stora Kopparbergs Bergslags AB, nuvarande Stora Enso).